# جيمس هوي
جيمس هوي (بالإنجليزية: James Howie)‏ (19 مارس 1878 في المملكة المتحدة - 1963) هو مدرب كرة قدم ولاعب كرة قدم بريطاني (وحمل سابقاً جنسية المملكة المتحدة لبريطانيا العظمى وأيرلندا) في مركز الهجوم. شارك مع منتخب اسكتلندا لكرة القدم. أما مع النوادي، فقد لعب مع نادي بريستول روفيرز ونادي كيلمارنوك ونيوكاسل يونايتد وهدرسفيلد تاون ونادي كيترينغ تاون ورابطة كرة القدم الاسكتلندية الحادية عشر ‏.

## وصلات خارجية
- جيمس هوي على موقع قاعدة بيانات كرة القدم.إي يو (الإنجليزية)